# Forme (botanique)
Pour les articles homonymes, voir Forme.
En botanique et en mycologie, la forme (du latin forma, souvent abrégé en « fo. » ou « f. ») est une entité ou taxon de rang inférieur à l’espèce et à la variété.

## Aspecttaxinomique
La forme étant la plus petite coupure taxinomique dans la systématique et la classification du monde vivant, la plus proche de « l’individu » en présence.
Par exemple, quand nous disons que nous avons dans notre assiette la « forme blanche » du Champignon de Paris, nous faisons empiriquement la même division que le mycologue qui l’a nommée par le trinôme Agaricus bisporus fo. alba.
Plus encore que le rang variétal, le choix du rang formel indique que la population d’individus ainsi circonscrits ne diffère de l’espèce « type » que par un ou plusieurs caractères considérés comme mineurs sur un plan taxinomique (particularité morphologique, écologique, organoleptique, etc.), comme la « couleur blanche » dans notre exemple.
Dans le cas des espèces à reproduction sexuée, le critère de l'isolement reproductif doit être respecté afin que la classification conserve une pertinence scientifique : faute de quoi, tout croisement de deux formes distinctes serait susceptible d'engendrer une nouvelle forme, la distinction entre formes n'ayant alors pas plus de sens que celle entre les individus. Par exemple, les races canines ne sont pas une notion pertinente dans la mesure où aucun individu n'est jamais strictement conforme au canon de la race et les croisements entre individus peuvent toujours engendrer de nouvelles races. La classification certaine d'un individu n'est dès lors pas toujours possible. Le pedigree des espèces naturelles n'étant pas connu, le concept de race n'est pas utilisable en taxinomie.

## Aspectnomenclatural
La première fois qu’une espèce se voit attribuer une division au rang de forme, il y a réciproquement et automatiquement création d’une forme autonyme pour désigner l’espèce dont elle a été séparée au sens strict (stricto sensu), à présent considérée comme la « forme type », désignée par le trinôme : Agaricus bisporus fo. bisporus.

## Autresrangs taxinomiques
Les rangs taxonomiques utilisés en systématique linnéenne pour indiquer la hiérarchie entre les taxons nommés dans la classification du monde vivant sont les suivants (par ordre décroissant) :
- Super-règne, Empire, Domaine (Superregnum, Imperium, Dominium)
- Règne (Regnum)
- Sous-règne (Subregnum)
- Rameau (Ramus, « branch » en anglais)
- Infra-règne (Infraregnum)
  - Super-embranchement, Super-division (Superphylum, Superdivisio)
  - Embranchement, Division (Phylum, Divisio)[2]
  - Sous-embranchement, Sous-division (Subphylum, Subdivisio)
  - Infra-embranchement (Infraphylum)
  - Micro-embranchement (Microphylum)
    - Super-classe (Superclassis)
    - Classe (Classis)
    - Sous-classe (Subclassis)
    - Infra-classe (Infraclassis)
      - Super-ordre (Superordo)
      - Ordre (Ordo)
      - Sous-ordre (Subordo)
      - Infra-ordre (Infraordo)
      - Micro-ordre (Microordo)
        - Super-famille (Superfamilia)
        - Famille (Familia)
        - Sous-famille (Subfamilia)
        - Super-tribu (Supertribus)
        - Tribu (Tribus)
        - Sous-tribu (Subtribus)
          - Genre (Genus)
          - Sous-genre (Subgenus)
          - Section (Sectio)
          - Sous-section (Subsectio)
            - Espèce (Species)
            - Sous-espèce (subspecies) – dernier rang zoologique officiel[3]
            - Variété (varietas) – race étant un rang zoologique informel[3]
            - Sous-variété (subvarietas) – sous-race étant un rang zoologique informel[3]
            - Forme (forma) dernier rang en mycologie – forme étant un rang zoologique informel
            - Sous-forme (subforma)